# Wagging Tongue
„Wagging Tongue“ je píseň britské elektronické hudební skupiny Depeche Mode z jejího patnáctého studiového alba Memento Mori, jež vyšla 7. července 2023 jako třetí singl z alba.

## Seznam skladeb
Digitální stažení (Remixes)
1. „Wagging Tongue“ (Remix featuring Kid Moxie) – 4:06
2. „Wagging Tongue“ (Wet Leg Remix) – 4:38
3. „Wagging Tongue“ (Edu Imbernon & Clemente 'Imbermind' Vision) – 5:24
4. „Wagging Tongue“ (Daniel Avery Remix) – 4:30
5. „Wagging Tongue“ (Henning Baer Remix) – 4:51
6. „Wagging Tongue“ (Hawtin Gaiser Remix) – 6:35
7. „Wagging Tongue“ (Gabe Gurnsey Remix) – 5:49
8. „Wagging Tongue“ (Decius Remix) – 6:28
9. „Wagging Tongue“ (Kiimi's Enjoy the Ride Dub Mix) – 5:44

12″ (limitovaná edice)
Strana A
1. „Wagging Tongue“ (Hawtin Gaiser Remix) – 6:36

Strana B
1. „Wagging Tongue“ (Daniel Avery Remix) – 4:30
2. „Wagging Tongue“ (Henning Baer's 808 Remix) – 4:51

## Umístění v žebříčcích
| Žebříček (2023)                     | Pozice |
| ----------------------------------- | ------ |
| Rádio – Top 100 (ČNS IFPI)          | 54     |
| UK Singles Sales (UK Singles Chart) | 22     |